# Hard Luck Woman
«Hard Luck Woman» es una canción de la banda estadounidense de rock Kiss, incluida en su quinto álbum de estudio Rock and Roll Over (1976). Su compositor fue el guitarrista Paul Stanley, quien la había escrito con la intención de cedérsela a Rod Stewart, sin embargo, tras el éxito comercial del sencillo «Beth», Kiss tomó la decisión de quedársela y que el batería Peter Criss le pusiera voz. Al igual que su antecesora, es una balada, aunque a diferencia de esta, carece de una orquesta y son los miembros del grupo quienes interpretan instrumentos acústicos.
Casablanca Records la publicó en noviembre de 1976 como primer sencillo del disco y se convirtió en uno de sus mayores éxitos comerciales en los Estados Unidos al alcanzar el puesto 15 del Billboard Hot 100, aunque sus cifras fueron inferiores a las de «Beth». A pesar de su buen desempeño en las listas, «Hard Luck Woman» no permaneció en el repertorio de temas en vivo de la banda, aunque apareció en varios de sus discos recopilatorios y en los directos Alive II (1978) y Kiss Rocks Vegas (2016).

## Trasfondo
Hacia 1976, Kiss estaba integrada por el guitarrista Paul Stanley, el bajista Gene Simmons, el batería Peter Criss y el guitarrista Ace Frehley, y la labor como vocalista estaba compartida por los tres primeros, mientras que el trabajo compositivo recaía principalmente en Stanley y Simmons. Criss solía poner su voz a canciones compuestas por sus compañeros hasta la grabación del álbum Destroyer (1976), en el que aportó el tema «Beth», que había coescrito antes de la formación de Kiss. «Beth» era una pista atípica para el grupo, pues era una balada grabada con una orquesta, mientras que la mayoría de sus canciones trataban sobre sexo. Tras su lanzamiento como cara B del sencillo «Detroit Rock City», las emisoras de radio retransmitieron «Beth» con asiduidad y pronto se convirtió en el mayor éxito comercial del quinteto en los Estados Unidos al alcanzar la séptima posición del Billboard Hot 100, logar una certificación de disco de oro de la RIAA y ganar un premio People's Choice en la categoría de mejor canción.

## Composición y grabación

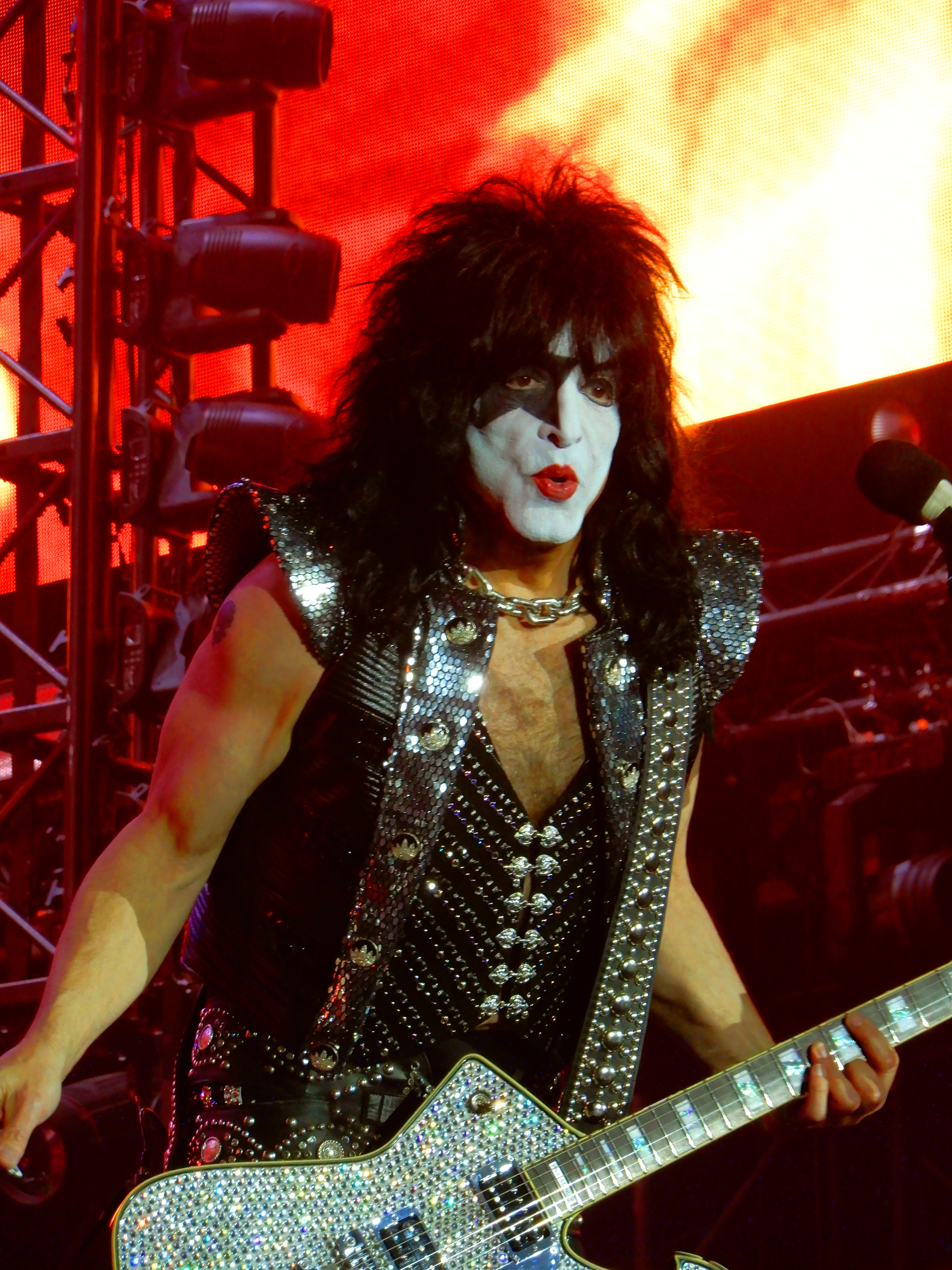
Paul Stanley, en la imagen en 2009, fue el compositor del tema.

Durante la fase de composición del álbum Rock and Roll Over (1976), Paul Stanley tuvo problemas de inspiración y decidió recurrir a su colaborador Sean Delaney para escribir sus canciones, aunque para «Hard Luck Woman», el guitarrista no necesitó su ayuda, pues no la había creado con la intención de ser un tema para Kiss. Su inspiración fueron las pistas de Rod Stewart «Maggie May» y «You Wear It Well», por lo que decidió cedérsela al músico británico, sin embargo, la influencia para su letra vino de la canción «Brandy (You're a Fine Girl)» del grupo Looking Glass, que contaba la historia de la hija de un marinero que trabaja en un bar. Debido al éxito de «Beth», el conjunto decidió quedarse el tema y publicarlo en Rock and Roll Over, aunque no existe cuórum sobre quien cambió la idea de Stanley y según él, Simmons y el productor Eddie Kramer fueron los responsables. Por su parte, Peter Criss señaló en su autobiografía que él mismo fue quien convenció al guitarrista después de escucharle tocar la canción durante un descanso.
La grabación de la pista —que tuvo lugar en el Star Theatre de Nanuet, Nueva York— y en especial la de las partes vocales fue una fuente de conflicto entre Criss y Stanley, y el guitarrista tuvo que grabar una toma vocal para que el batería la siguiera. Criss por su parte remarcó que «él estaba en el estudio al lado de Kramer desde el principio hasta el final, hablando constantemente conmigo por el interfono: “No tan quebrado”, “acelera”. Al final pasé de la dirección de Paul e hice algunas cosas que me salían del alma y que creo que son lo mejor de la canción». De acuerdo con Eddie Kramer: «Peter tenía la voz natural para cantarla. Recuerdo trabajar muy duro intentando conseguir un buen sonido para las guitarras acústicas y en su estructura». Sobre la parte instrumental, Stanley utilizó una guitarra acústica de doce cuerdas Guild, que en su opinión ayudó a que sonara como un tema de Rod Stewart, mientras que Criss grabó la batería en el cuarto de baño. Respecto a la estructura, está compuesta en la tonalidad de do mayor, mientras que el rango vocal que utiliza el cantante abarca desde la nota sol sostenido4 a si sostenido5. Por su parte, su sonido abandona el heavy metal característico del conjunto y se orienta más hacia el folk y la música country que al rock and roll.

## Recepción

### Comercial

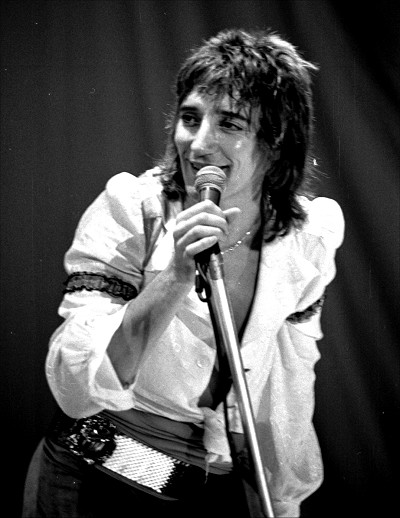
La mayoría de los críticos la compararon con el trabajo de Rod Stewart.

Casablanca Records lanzó «Hard Luck Woman» en noviembre de 1976 como el primer sencillo de Rock and Roll Over, con el tema «Mr. Speed» como cara B. Su entrada en el Billboard Hot 100 tuvo lugar el 18 de diciembre, donde llegó al puesto 74, cuando «Beth» todavía estaba entre los veinticinco primeros. En su decimoprimera semana alcanzó su cima al situarse en la decimoquinta posición, aunque tras trece semanas abandonó la lista el 12 de marzo de 1977. Con estos datos, «Hard Luck Woman» se convirtió en el tercer sencillo de Kiss con mejor posicionamiento en los Estados Unidos hasta entonces tras «Beth» y «Rock and Roll All Nite». En Canadá también subió hasta el número quince, cuando «Beth» había llegado hasta el cinco, mientras que en Alemania, «Hard Luck Woman» fue el primer sencillo de la banda que entró en las listas y alcanzó la trigésimo cuarta posición.

### Crítica
Tras su publicación, «Hard Luck Woman» recibió comparaciones con «Beth» y con el trabajo de Rod Stewart. Un redactor de la revista Cashbox escribió que «Kiss parecen estar alejándose del heavy metal, primero con “Beth” y ahora con esta canción. La voz principal no difiere de la de Rod Stewart; hay un bramido intensamente blues, centrado en un ritmo acústico». Dave Marsh del periódico Lakeland Ledger declaró que «la peculiaridad más notable [de Rock and Roll Over] es una extraña copia de “Maggie May”. “Hard Luck Woman” podría ser arrestada por imitar el estilo baladístico de Stewart». Richard Bienstock de Rolling Stone destacó que «el mayo éxito del álbum encontró al grupo revisando una táctica utilizada en Destroyer, empleando a Peter Criss para cantar en “Hard Luck Woman”, una estridente “Maggie May” acústica». Bakko, del sitio web Decibel Geek consideró al tema como «una sólida re-interpretación de “Maggie May”» y remarcó que «hubiera sido un éxito mayor si Rod Stewart se la hubiera quedado. Francamente creo que Peter es mejor cantante». Por su parte, Greg Prato de Allmusic la calificó, junto a «Calling Dr. Love», como «dos de las mejores canciones del disco», mientras que Chuck Klosterman de Grantland señaló que «sonaba exactamente como una pista compuesta para Rod Stewart; algo que, por supuesto, es extremadamente positivo».

## Presentaciones en directo y los medios
Kiss interpretó «Hard Luck Woman» en directo por primera vez el 24 de noviembre de 1976 en Misisipi, en el primer concierto de la gira promocional de Rock and Roll Over, aunque no permaneció demasiado en su repertorio. Tras un par de actuaciones más, la banda la dejó de lado debido a la dificultad que conllevaba tocar un tema acústico y no apareció en ninguno de sus conciertos de la gira. En mayo, el programa Don Kirshner's Rock Concert transmitió un acto de la agrupación tocando la canción en playback con Ace Frehley y Paul Stanley compartiendo una guitarra de doble mástil. El grupo no volvió a interpretarla en vivo hasta su aparición en el programa The Tonight Show with Jay Leno con Garth Brooks como vocalista en julio de 1994 y posteriormente en una serie de convenciones de aficionados a lo largo de 1995. Durante una de sus jornadas, concretamente el 17 de junio en Los Ángeles, el conjunto recibió la vista de Peter Criss, del cual se habían separado en 1980 y que interpretó con ellos «Hard Luck Woman» y «Nothin' to Lose». El 9 de agosto, Kiss realizó una actuación en formato acústico en Nueva York y grabada por MTV para su publicación bajo el nombre de Kiss Unplugged (1996) y aunque tocó la pieza con Stanley en la voz principal, esta no apareció en el disco, sino en el DVD Kissology Volume Three: 1992–2000 (2007). En noviembre de 2014, durante su residencia en el Hard Rock Hotel & Casino de Las Vegas, el grupo grabó el disco en directo Kiss Rocks Vegas (2016) que incluyó algunas pistas en formato acústico, entre ellas «Hard Luck Woman». Por su parte, Peter Criss interpretó la canción en su gira con Frehley en 1995, y posteriormente la incluiría también en su gira de despedida de los escenarios en 2017, aunque quien la cantaría sería el batería de su banda de apoyo, Bryce Mileto.

## Versiones de otros artistas
Entre los artistas y agrupaciones que han versionado el tema tanto en estudio o en directo destacan Jeff Watson de Night Ranger y Ron Young de Little Caesar en el tributo Spacewalk: A Salute to Ace Frehley (1996), el grupo de heavy metal Pretty Maids en su álbum Spooked (1998), la cantante pop Maki Nomiya en su obra Miss Maki Nomiya Sings (2004), Ginger Wildheart de The Wildhearts en su trabajo en vivo Grievous Acoustic Behaviour: Live at the 12 Bar (2001) y Corey Taylor de Slipknot en un concierto en solitario de 2017.

### Versión de Garth Brooks
En 1994, Gene Simmons decidió reclutar a algunos artistas para que versionaran sus temas favoritos de la banda para que formaran parte del álbum tributo Kiss My Ass: Classic Kiss Regrooved. El bajista logró contactar, gracias a Paul Stanley, con el músico de country Garth Brooks quien originalmente quería interpretar «Detroit Rock City», aunque finalmente optó por «Hard Luck Woman» si Kiss —en aquellos momentos formada por Simmons, Stanley, el guitarrista Bruce Kulick y el batería Eric Singer— aceptaba grabar la pista con él. Tras alcanzar un acuerdo, el cuarteto se desplazó a Nashville en un vuelo nocturno para realizar la grabación con Brooks, quien a pesar de tocar un estilo de música distinto al del grupo lo había citado como su principal influencia. El 13 de julio, el músico y Kiss interpretaron la canción en el programa televisivo The Tonight Show with Jay Leno para promocionar el lanzamiento del álbum y poco después, esta se situó en algunas listas de éxitos norteamericanas como la Adult Contemporary, la Hot Country Songs y la Mainstream Top 40. La grabación con Garth Brooks fue una de las pistas mejor valoradas del disco y la crítica de Rolling Stone Andrea Odintz la consideró como «una de las versiones más fieles».

## Créditos
| - Peter Criss - voz, batería - Paul Stanley - guitarra acústica de doce cuerdas, coros - Ace Frehley - guitarra acústica - Gene Simmons - bajo acústico | - Eddie Kramer - producción musical e ingeniería |

## Posición en las listas
| País           | Lista                  | Mejor posición | Ref.   |
| -------------- | ---------------------- | -------------- | ------ |
| Alemania       | Offizielle Top 100     | 34             | [ 26 ] |
| Canadá         | Canadian Singles Chart | 15             | [ 24 ] |
| Estados Unidos | Billboard Hot 100      | 15             | [ 7 ]  |
| Estados Unidos | Cashbox Top 100        | 19             | [ 50 ] |